# Colotis euippe
Colotis euippe är en fjärilsart som först beskrevs av Carl von Linné 1758.  Colotis euippe ingår i släktet Colotis och familjen vitfjärilar.
Artens utbredningsområde är Etiopien. Inga underarter finns listade i Catalogue of Life.

## Bildgalleri

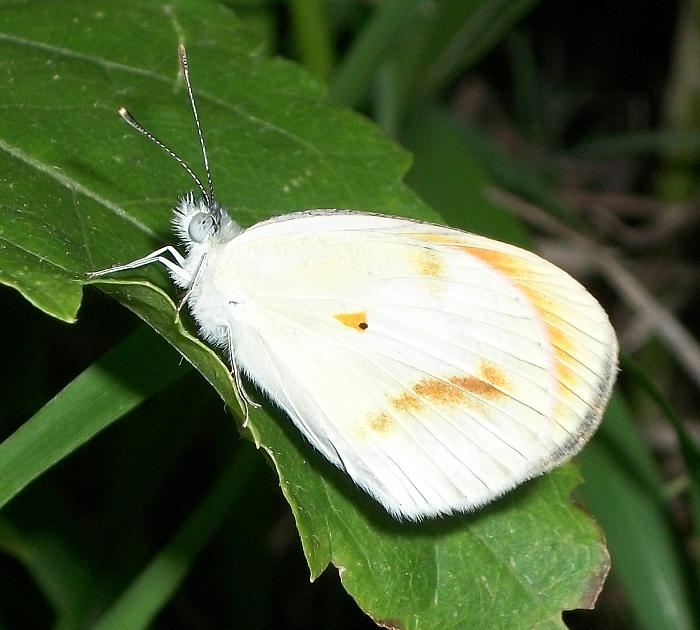
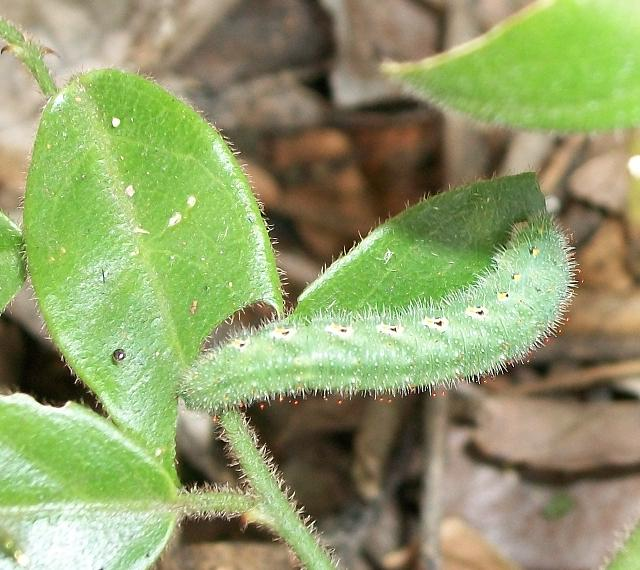
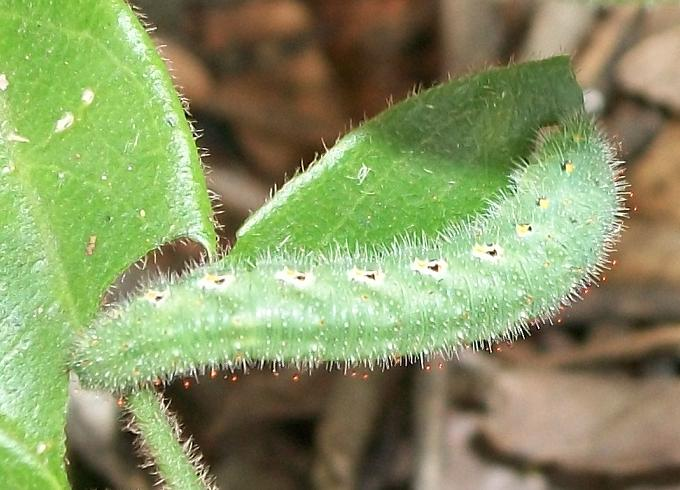
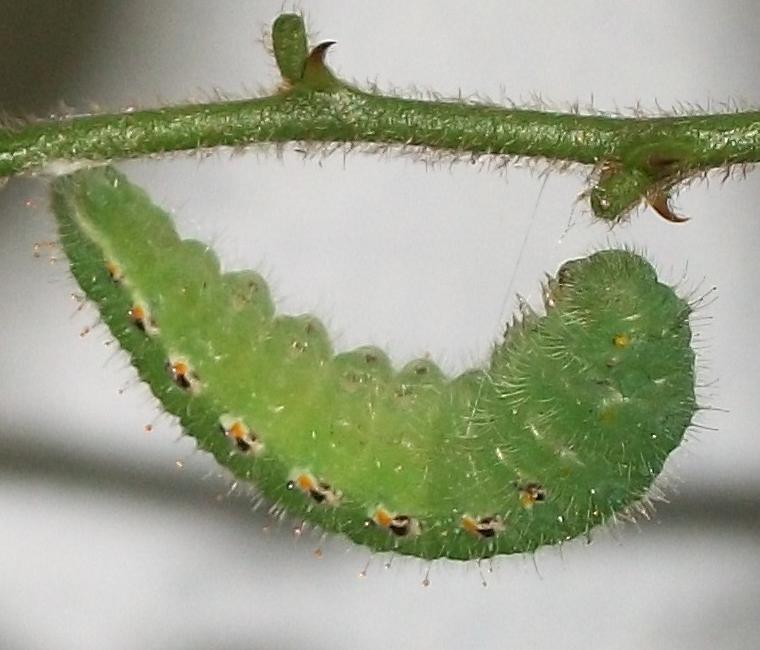
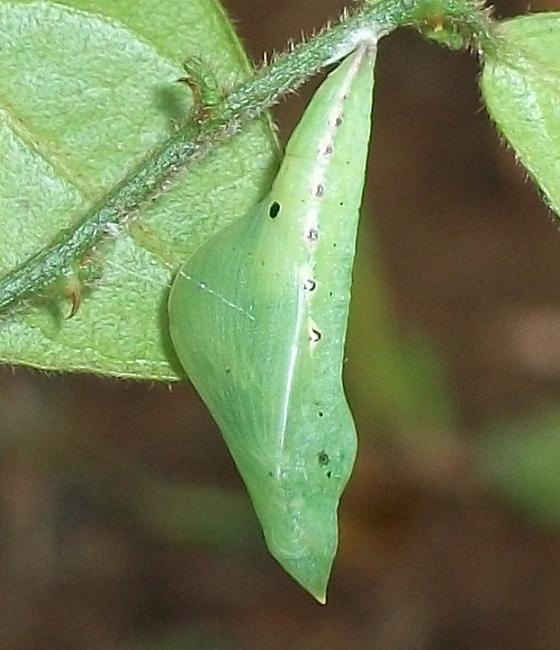
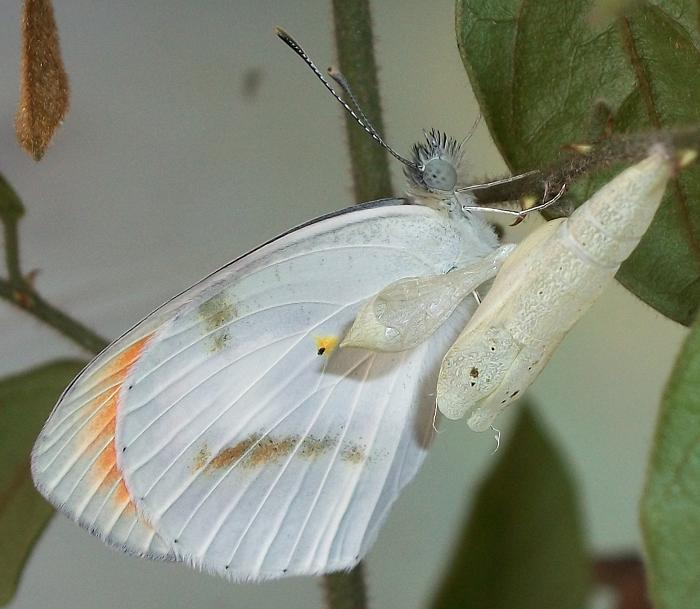